# Rosetta Stone
Rosetta Stone (с англ. — «Розеттский камень») — британская музыкальная группа, исполнявшая готик-рок. За десять лет существования (с 1988 по 1998 годы) коллектив приобрёл широкую популярность в Британии.

## История
Группа Rosetta Stone была образована в 1988 году в Ливерпуле вокалистом и гитаристом Порлом Кингом, бас-гитаристом Карлом Нортом и клавишницей, известной под сценическим псевдонимом Мадам Рэйзор. Кинг и Норт до этого уже несколько лет сотрудничали в различных музыкальных коллективах, не имевших какого-либо успеха. Группа начала выступать в клубах Ливерпуля, а затем и других городов, и выпустила несколько демо-кассет. В сентябре 1989 года лидер известной готической группы The Mission Уэйн Хасси пригласил Rosetta Stone присоединиться к его команде в британском турне, что привлекло к начинающим музыкантам внимание публики.
В 1991 году Rosetta Stone записали на независимом лейбле Expression свой первый студийный альбом под названием An Eye for the Main Chance. В записи диска принял участие второй гитарист Порл Янг, вскоре покинувший группу. Этот альбом был очень удачным и заслужил хвалебные отзывы критиков, назвавших членов группы «спасителями готики».
Наиболее успешным для коллектива стал 1993 год, когда Rosetta Stone заключили выгодный контракт с американским лейблом Cleopatra Records, специализировавшимся на готик-роке. В США вышли две эксклюзивных компиляции ранних работ группы — Adrenaline (только в Британии было продано свыше 20 тысяч копий этого диска) и Foundation Stones, а в Великобритании — сборник синглов On the Side of Angels. В 1994 году группа провела успешное турне по США.
В 1995 году вышел второй полноформатный альбом коллектива The Tyranny of Inaction, отличавшийся более экспериментальным звучанием и обилием семплов. Диск имел успех у публики, однако получил различные отзывы критиков — как положительные, так и совершенно разгромные. Так, Катерина Йеске из Trouser Press охарактеризовала альбом в целом как «бессмысленный и тупой», а большинство песен с него — как «унылую, дисторшированную, бестолковую мешанину».
В 1997 году фронтмен группы Порл Кинг лишился части левого мизинца в результате несчастного случая, из-за чего ему пришлось полностью изменить свой стиль игры на гитаре, что сказалось на музыкальной составляющей следующего альбома Chemical Emissions, выпущенного в 1998 году. Rosetta Stone стали хэдлайнерами престижного британского фестиваля Whitby Gothic Weekend в октябре того же года, после чего распались. Басист Карл Норт присоединился к готической команде Dream Disciples, а Порл Кинг занялся сольным творчеством в рамках проекта Miserylab.
В 2000 году Кинг выпустил ещё один альбом под именем Rosetta Stone, названный Unerotica и содержавший кавер-версии песен других исполнителей. Другие бывшие участники коллектива не принимали никакого участия в записи диска.
За время своего существования группа стала весьма популярна в Великобритании благодаря регулярным концертным выступлениям. Порл Кинг был одним из немногих известных готических музыкантов, регулярно общавшимся с поклонниками, и во многом благодаря этому Rosetta Stone обзавелись обширной фэн-аудиторией. Наиболее преданные поклонники коллектива стали известны как «Каменщики» (англ. Quarriers — дословно «работники каменоломни»).
В 2019 после 19-летнего перерыва Порл Кинг возродил Rosetta Stone для альбома 2019 «Seems Like Forever». В 2020 Кинг снова вернулся с другим альбомом «Cryptology».

## Стиль, влияние
Rosetta Stone получили известность как одни из видных представителей «третьей волны» готик-рока. Коллектив неоднократно упрекали в неоригинальности и «клишированности»: его звучание и тематика текстов были в целом очень традиционными для готических команд начала 1990-х. Музыканты во многом ориентировались на творчество предшественников из «второй волны», в частности, Sisters of Mercy, The Cure и Bauhaus. Группа также воздала дань уважения известному хард-рок-коллективу Led Zeppelin, записав кавер-версию песни When the Levee Breaks.
По мнению Катерины Йеске, новаторством Rosetta Stone было сочетание классического, мрачного и эмоционального звучания с энергичными, запоминающимися и отчасти даже танцевальными мелодиями.
Группу высоко ценил лидер The Mission Уэйн Хасси. Наблюдая за выступлением своих бывших коллег The Sisters of Mercy на стадионе «Уэмбли», Хасси произнёс: «Они, бесспорно, лучше, чем The Nephilim, но всё равно не дотягивают до Rosetta Stone!».

## Дискография

### Студийные альбомы
- An Eye for the Main Chance (1991)
- The Tyranny of Inaction (1995)
- Chemical Emissions (1998)
- Unerotica (2000)
- Seems Like Forever (2019)
- Cryptology (2020)

### Компиляции
- Adrenaline (1993)
- On the Side of Angels (1993)
- Foundation Stones (1993)

### Синглы, MCD, EP
- Darkness and Light (1989)
- Leave Me for Dead (1991)
- An Eye for The Main Chance (1991)
- Adrenaline (1991)
- The Witch (1992)
- Epitome (1993)
- Nothing (1995)
- Hiding in Waiting (1996)

## Интересные факты
- Под названием Rosetta Stone известны ещё как минимум три группы: хард-рок-коллектив из Великобритании, хэви-метал-группа из США и американская поп-рок-команда.